# Fresnay-le-Comte
Fresnay-le-Comte település Franciaországban, Eure-et-Loir megyében. Lakosainak száma 286 fő (2022. január 1.). Fresnay-le-Comte Dammarie, Boncé, Meslay-le-Vidame és La Bourdinière-Saint-Loup községekkel határos.

## Népesség
A település népességének változása:
| Lakosok száma | 246  | 261  | 308  | 318  | 343  | 334  | 326  | 305  | 294  | 286  |
|               | 1968 | 1982 | 1990 | 2006 | 2013 | 2015 | 2017 | 2019 | 2020 | 2022 |